# .tz
tz. هو نطاق إنترنت من صِنف مستوى النطاقات العُليا في ترميز الدول والمناطق، للمواقع التي تنتمي لدولة تنزانيا.